# Mesosa irrorata
Mesosa irrorata là một loài bọ cánh cứng trong họ Cerambycidae.